# Dyskografia White Zombie
Dyskografia amerykańskiego zespołu groove metalowego/noise rockowego White Zombie.

## Dyskografia

### Albumy studyjne
| Nazwa                             | Oceny | Single | Pozycja na liście     | Pozycja na liście       | Pozycja na liście      | Pozycja na liście | Pozycja na liście | Pozycja na liście |
| Nazwa                             | Oceny | Single | Stany Zjednoczone USA | Australia · ARIA Charts | Nowa Zelandia · RIAoNZ | Francja ·         | Szwajcaria ·      | Szwecja ·         |
| --------------------------------- | --- | --- | --------------------- | ----------------------- | ---------------------- | ----------------- | ----------------- | ----------------- |
| Soul-Crusher                      | - Debiutancki album - Wydany w listopadzie 1987 roku - Wytwórnia:Silent Explosion/Caroline                           | – | -                     | -                       | -                      | -                 | -                 | -                 |
| Make Them Die Slowly              | - Drugi album - Wydany 22 marca 1989 roku - Wytwórnia:Caroline                                                       | – | –                     | –                       | –                      | –                 | –                 | –                 |
| La Sexorcisto: Devil Music Vol. 1 | - Trzeci album studyjny - Wydany 17 marca 1992 roku - Wytwórnia:Geffen - Certyfikat: podwójna platyna                | - „Thunder Kiss ’65” - „Black Sunshine”                                                                       | 26                    | –                       | –                      | –                 | –                 | –                 |
| Astro-Creep: 2000                 | - Czwarty i ostatni album studyjny - Wydany 11 kwietnia 1995 roku - Wytwórnia: Geffen - Certyfikat: podwójna platyna | - „Electric Head Pt. 2 (The Ecstasy)” - „More Human Than Human” - „Real Solution #9” - „Super-Charger Heaven” | 6                     | 26                      | 16                     | 46                | 40                | 30                |
| Supersexy Swingin’ Sounds         | - Album z remixami - Wydany 15 sierpnia 1996 roku - Wytwórnia:Geffen - Certyfikat: złota płyta                       | – | 17                    | –                       | 29                     | –                 | –                 | 54                |

### EP
- Gods of Voodoo Moon (1985)
- Pig Heaven (1986)
- Psycho-Head Blowout (1987)
- God of Thunder (1989)
- Nightcrawlers: the KMFDM remixes (1992)

### Kompilacje/Albumy koncertowe/VHS/DVD
- Thrilling Chilling World of White Zombie (VHS) (1997) – nigdy nie wydany
- Past, Present & Future (2003) (Rob Zombie’s greatest hits)
- 20th Century Masters: Millennium Collection: The Best of Rob Zombie (2006)

### Single
| Rok  | Piosenka                                      | Modern Rock Tracks | US Mainstream Tracks | UK Singles | Album                                              |
| ---- | --------------------------------------------- | ------------------ | -------------------- | ---------- | -------------------------------------------------- |
| 1992 | „Thunder Kiss ’65”                            | -                  | 14                   | -          | La Sexorcisto: Devil Music vol.1                   |
| 1992 | „Black Sunshine”                              | -                  | 39                   | -          | La Sexorcisto: Devil Music vol.1                   |
| 1993 | „I Am Hell”                                   | -                  | -                    | -          | The Beavis and Butt-Head Experience Kompilacja     |
| 1994 | „Children of the Grave” (Black Sabbath Cover) | -                  | -                    | -          | Nativity in Black (Black Sabbath Trybut)           |
| 1994 | „Feed the Gods”                               | -                  | -                    | -          | soundtrack do Odlotowcy                            |
| 1995 | „More Human Than Human”                       | 7                  | 10                   | 51         | Astro-Creep: 2000                                  |
| 1995 | „Electric Head Pt. 2 (The Ecstasy)”           | -                  | 27                   | 31         | Astro Creep: 2000                                  |
| 1996 | „Super-Charger Heaven”                        | -                  | 39                   | -          | Astro Creep: 2000                                  |
| 1996 | „The One”                                     | -                  | -                    | -          | soundtrack do Ucieczka z Los Angeles               |
| 1996 | „I’m Your Boogieman”                          | -                  | -                    | -          | soundtrack do Kruk 2: Miasto Aniołów               |
| 1996 | „Ratfinks, Suicide Tanks and Cannibal Girls”  | -                  | -                    | -          | soundtrack do Beavis i Butt-head zdobywają Amerykę |

### Certyfikaty RIAA
- La Sexorcisto: Devil Music vol.1 – 2x Platina (7/23/1998)

- Astro-Creep: 2000 – 2x Platina (3/26/1996)

- Supersexy Swingin’ Sounds – złota płyta (10/16/1996)

### Soundtracki
- „Thunder Kiss ’65” – Brainscan (1994)
- „Feed the Gods” – Odlotowcy (1994)
- „Super-Charger Heaven” – Sędzia Dredd (1995)
- „Blur the Technicolor” – Ace Ventura: Zew natury (1995)
- „The One” – Ucieczka z Los Angeles (1996)
- „I’m Your Boogieman” – Kruk 2: Miasto Aniołów (1996)
- „Ratfinks, Suicide Tanks and Cannibal Girls” – Beavis i Butt-head zdobywają Amerykę (1996)
- „Thunder Kiss ’65” – Narzeczona laleczki Chucky (1998)
- „Grindhouse (A Go-Go)” – Koniec z Hollywood (2002)

### Teledyski
- „Thunder Kiss ’65"
- „Welcome to Planet Motherfucker"
- „Black Sunshine"
- „More Human Than Human"
- „Electric Head Pt. 2 (The Ecstasy)”
- „Super-Charger Heaven"
- „I’m Your Boogie Man”
- „Feed the Gods"
- „The One"

### Inne
- Super-Charger Hell (2000) (trybut)

### Nominacje do Grammy
- „Thunder Kiss ’65” - Best Metal Performance (1993)
- „More Human than Human” - Best Metal Performance (1995)
- „I’m Your Boogieman” - Best Metal Performance (1996)